# Guatteria microcarpa
Guatteria microcarpa este o specie de plante angiosperme din genul Guatteria, familia Annonaceae, descrisă de Hipólito Ruiz López, Pav. și George Don jr. A fost clasificată de IUCN ca specie pe cale de dispariție (stare critică). Conform Catalogue of Life specia Guatteria microcarpa nu are subspecii cunoscute.